# جائزة أوروبا الكبرى 2008
جائزة أوروبا الكبرى 2008 هو سباق فورمولا 1 أقيم بتاريخ 24 أغسطس 2008 في حلبة شوارع فالنسيا، بلنسية، إسبانيا. كان الثاني عشر من أصل 18 في بطولة العالم لسباقات الفورمولا واحد موسم 2008. حلّ البرازيلي فيليبي ماسا أولا بينما جاء البريطاني لويس هاملتون في المركز الثاني وحصل على المركز الثالث البولندي روبرت كوبيتسا.